# Динар, Дидье
Дидье́ Дина́р (фр. Didier Dinart; род. 18 января 1977, Пуант-а-Питр, Гваделупа) — французский гандболист, двукратный олимпийский чемпион, трёхкратный чемпион мира, двукратный чемпион Европы, четырёхкратный победитель гандбольной Лиги чемпионов; тренер.

## Карьера

### Клубная карьера
Свою гандбольную карьеру Динар начинал у себя на родине в Гваделупе, откуда в 1993 году перебрался в чемпионат Франции в клуб «Дижон». В 1996 году Дидье перешёл в один из сильнейших клубов Франции в «Монпелье», с которым за 6 сезонов Дидье 5 раз становился чемпионом Франции, а также выиграл Лигу чемпионов. В 2003 году Динар принял предложение испанского клуба «Сьюдад-Реаль», за который в общей сложности отыграл 9 сезонов. За это время Дидье добавил в свой послужной список три победы в Лиге чемпионов, пять побед в чемпионате Испании и три победы в кубке Испании. По окончании сезона 2011/12 Динар вернулся во Францию, где стал играть за столичный «Пари Сен-Жермен».

### Карьера в сборной
В национальной сборной Франции Дидье Динар дебютировал 20 декабря 1996 года в поединке со сборной Хорватии. В 2000 году в составе сборной Франции принял участие в летних Олимпийских играх в Сиднее. Сборная Франции смогла дойти до четвертьфинала, но уступила там сборной Югославии 21:26. Динар на том турнире принял участие во всех встречах и набрал 2 очка. В 2001 году на домашнем чемпионате мира сборная Франции с Дидье в составе впервые в своей истории завоевала титул чемпионов мира.
В 2004 году Динар во второй раз в карьере принял участие в летних Олимпийских играх. Вновь, как и 4 года назад, сборная Франции остановилась на стадии четвертьфинала, уступив сборной России 24:26. Сам
Дидье принял участие во всех матчах турнира, где набрал 1 очко.
В 2008 году сборная Франции впервые в своей истории завоевала золото Олимпийских игр. На олимпийском турнире Дидье Динар вновь сыграл все матчи, в которых набрал 4 очка. В 2009 и 2011 годах Дидье в составе сборной Франции дважды подряд стал чемпионом мира.
В 2012 году Динар в составе сборной Франции принял участие в своих четвёртых Олимпийских играх. Французская сборная смогла защитить свой титул, добытый четыре года назад в Пекине, а Дидье принял участие во всех матчах, таким образом, сыграв подряд во всех 32-х матчах четырёх олимпийских турниров. В январе 2013 года Динар в составе сборной Франции принял участие в чемпионате мира в Испании. Однако повторить успех последних двух чемпионатов французы не смогли. В четвертьфинале турнира сборная Франции уступила более молодой и быстрой сборной Хорватии 22:30 и заняла на турнире 6-е место.
Дважды в своей карьере Динар становился чемпионом Европы (2006 и 2010 год).
Всего в составе сборной Франции Дидье провёл 376 матчей, в которых забил 162 гола.

### Тренерская карьера
После окончания карьеры в 2013 году стал помощником главного тренера сборной Франции Клода Онеста. В 2016 год сам возглавил сборную, с которой выиграл Чемпионат мира 2017 и привёл к бронзовым медалям Чемпионата Европы 2018 и Чемпионата мира 2019. Однако после провального Чемпионата Европы 2020, где команда не смогла пройти отборочный раунд, был уволен.

## Достижения

### Сосборной Франции
- Чемпион летних Олимпийских игр: 2008, 2012.
- Чемпион мира: 2001, 2009, 2011.
- Бронзовый призёр чемпионатов мира: 2003, 2005.
- Чемпион Европы: 2006, 2010.
- Бронзовый призёр чемпионатов Европы: 2008.

### В клубной карьере
- Победитель Лиги чемпионов ЕГФ: 2002/03, 2005/06, 2007/08, 2008/09.
- Чемпион Франции: 1997/98, 1998/99, 1999/00, 2001/02, 2002/03.
- Чемпион Испании: 2003/04, 2006/07, 2007/08, 2008/09, 2009/10.
- Обладатель кубка Франции: 1998/99, 1999/00, 2000/01, 2001/02, 2002/03.

## Государственные награды
- Офицер ордена «За заслуги» — 31 декабря 2012 года[3].
- Кавалер ордена «Почётного легиона» — 14 ноября 2008 года.
- Кавалер ордена «За заслуги» — 14 марта 2001 года.

## Личная жизнь
- Женат, дочь — Девон-Габриэль, сын — Алехандро.